# Relations entre la France et le Panama
Les relations entre la France et le Panama ou relations franco-panaméennes sont les liens, échanges, rencontres, collaborations et confrontations, qu'ils soient d’ordre économique, diplomatique ou culturel, qu’ont entretenus hier et entretiennent aujourd’hui la France et le Panama. Ces relations internationales s'exercent entre un État d'Amérique centrale, le République du Panama, et un autre principalement européen, la République française. Elles sont structurées par deux ambassades, l'ambassade du Panama en France et l'ambassade de France au Panama, ainsi que du consulat du Panama à Marseille.

## Histoire

### Le Panama sous administration colombienne (1821-1902)

#### Tentative française de construction du canal (1880-1904)
L'une des périodes les plus marquantes des relations franco-panaméennes remonte à la tentative de construction du canal de Panama par la France sous la direction de Ferdinand de Lesseps, l’ingénieur célèbre pour son succès avec le canal de Suez. Cette entreprise, débutée en 1880, visait à relier l’océan Atlantique à l’océan Pacifique pour faciliter le commerce maritime mondial.
Le projet, toutefois, fut marqué par des échecs techniques, des coûts financiers astronomiques et des pertes humaines massives dues aux maladies tropicales telles que la fièvre jaune et le paludisme. En 1889, le scandale de Panama éclata en France, révélant des cas de corruption et de détournements de fonds qui entachèrent le projet. Le chantier fut abandonné, et le Panama devint ensuite le théâtre de l'intervention américaine pour achever la construction du canal (1904-1914).

### Reconnaissance et indépendance du Panama en 1903
La France joua un rôle indirect dans l'indépendance du Panama. En 1903, le Panama se sépara de la Colombie, aidé par les États-Unis, qui souhaitaient obtenir un contrôle total sur la construction du canal. Bien que la France n’ait pas été un acteur direct de cet événement, l’échec de son projet de canal marqua une transition vers l’intervention américaine dans la région.

### Sous le général Omar Torrijos (1968-1981)
Lors de l'Assemblée générale des Nations unies de 1971, à New York, aux États-Unis, le président Torrijos expose le droit d'accueillir la réunion du Conseil de sécurité de l'ONU au Panama en 1973. Ainsi, la France, tout comme l'Autriche, la Chine, l'Inde, le Kenya, le Soudan, la Yougoslavie et l'ensemble des pays d'Amérique du Sud ont soutenu cette proposition.
Après le sommet du mouvement des non-aligné à Colombo, au Sri Lanka en 1976, Omar Torrijos se rend en Europe pour faire une tournée notamment en France. Ainsi, le 4 octobre 1977, Valéry Giscard d'Estaing a accueilli le président panaméen à l'Élysée pour parler du futur traité avec les États-Unis afin de statuer sur l'avenir du canal de Panama. De plus, lors de cette visite, le général Torrijos a participé à un déjeuner offert au Quai d'Orsay par Jean-François Deniau, alors secrétaire d'État aux Affaires étrangères, renforçant ainsi les relations diplomatiques entre la France et le Panama.

### Sous le commandant Manuel Noriega (1983-1989)
Après la mort du général Omar Torrijos en 1981, le général Manuel Noriega a pris le pouvoir au Panama. Son régime a été caractérisé par des accusations de violations des droits de l'homme et de trafic de drogue, entraînant une détérioration des relations avec plusieurs pays occidentaux, y compris la France. Malgré cela, le commandant panaméen a entretenu des relations privilégiées avec les autorités françaises. Il a notamment décoré de la légion d'honneur par le Président François Mitterrand le 22 janvier 1987 sur recommandation de Jean-Bernard Raimond, ministre des affaires étrangères de Jacques Chirac. 

### Au XXIesiècle

#### Scandale des Panama Papers (2016)
Le scandale des Panama Papers  a marqué une étape importante, affectant temporairement les relations entre la France et le Panama. En réponse, la France a inscrit le Panama sur sa liste des paradis fiscaux. Après des négociations et des efforts du Panama pour se conformer aux normes internationales de transparence financière, les tensions se sont apaisées.
En 2022 et 2023, des accords bilatéraux importants sur l'extradition et l'entraide judiciaire ont été signés. Ces accords marquent une volonté des deux États d'approfondir leur coopération légale et de faire face à des problématiques transnationales comme l'évasion fiscale.

## Relations économiques et commerciales

### Caractérisation des économies entre la France et le Panama

#### Deux économies différentes
La France et le Panama sont deux économies éloignées géographiquement et structurellement. Le Panama a une superficie sept fois et une population quinze fois plus petite que la France en 2024. Néanmoins, avec sa position géographique avantageuse à l'isthme entre l'océan Pacifique et l'océan Atlantique, le canal du panama est un atout majeur de l'économie mondiale et aussi de l'économie panaméenne. Ainsi, le dynamisme économique du Panama doit beaucoup au commerce maritime mondial. Le système économique panaméen repose sur un mythe forgé après la signature des traités Torrijos-Carter de 1977 et renforcé depuis la rétrocession du canal interocéanique par les Etats-Unis en 1999 : faire du Panama le « centre des Amériques ».

### Secteurs économiques concernés par ces relations
Aujourd'hui, les intérêts français et panaméens convergent dans plusieurs secteurs économiques.
- Aménagements et travaux publics : Les entreprises françaises ont pris part à de nombreux projets de grande ampleur : construction et gestion de deux réseaux de traitement et d’assainissement des eaux usées (Société Degremont, Suez)[14], construction du pont de l'Atlantique en 2012 (Vinci), percement, maintenance et gestion de la première ligne de métro inaugurée en avril 2014 (participation d’Alstom, Thalès Cim, Tso, Sofratesa, et Systra)[15] et de la 2e ligne inaugurée en 2019[16]. Véolia opère le seul site de traitement des déchets ménagers de la capitale. Thalès, JC.Decaux, Servier, Sanofi, LVMH, Colas Rail sont également présents, ainsi que des ETI et PME (notamment dans le domaine du tourisme). Sofitel a ouvert en décembre 2022 un hôtel haut de gamme et Air France-KLM dispose d’une liaison aérienne quotidienne entre Paris et Panama[17]. Les investissements français proviennent d’une centaine d’entreprises, dont une trentaine de filiales de grandes entreprises, implantées au Panama. La plupart utilisent également ce pays comme plateforme régionale. Les opportunités pour les entreprises françaises se concentrent dans le secteur des transports et de la ville durable à la faveur des investissements importants du Panama dans les infrastructures (8% du budget de l’Etat en 2023). Une mission d’entreprises menée par le Medef international s’est rendue au Panama en octobre 2022[18].
- Tourisme : Depuis quelques années, il y a une accélération des flux touristiques entre les deux pays. De plus, il y a de nombreux investissement français dans l’hôtellerie et plus largement dans le secteur touristique[19].

### Tendance du commerce bilatéral
La présence économique française au Panama s’est consolidée depuis les années 2000 (échanges commerciaux, investissements directs et grands contrats). Le Panama est aujourd’hui l’un des principaux clients en Amérique latine, et le premier excédent commercial dans la zone de la France.
En 2023, le Panama est le 90e partenaire commercial de la France et le 72e client de la France. La République panaméenne est le 139e fournisseur et le 21e excédent pour la France. Il représente 0,074% des exportations de la France dans le monde. A l'échelle régionale, le Panama est le 6e client de la France, son 4e excédent et représente 3,31% des exportations en Amérique centrale et du sud. 
|                                     | 2019  | 2020  | 2021  | 2022  | 2023  | Evolution/an 2019/2023 |
| ----------------------------------- | ----- | ----- | ----- | ----- | ----- | ---------------------- |
| Exportations françaises (M€)        | 576,5 | 360,2 | 501,6 | 354,4 | 437,9 | -7%                    |
| Importations vers la France (M€)    | 14    | 11,9  | 21,1  | 17    | 18,6  | 7%                     |
| Total des échanges (M€)             | 590,5 | 372   | 522,7 | 371,4 | 456,5 | -6%                    |
| Solde des échanges (M€)             | 562,6 | 348,3 | 480,5 | 337,4 | 419,3 | -7%                    |
| Nombre d'opérateurs à l'exportation | nd    | nd    | 825   | 663   | nd    |                        |

#### Exportations de la France vers le Panama
Les principaux postes d'exportations de la France vers le Panama en 2023 sont les produits pharmaceutiques pour une valeur de 158M€ soit 36%, les produits chimiques, parfums et cosmétiques pour 143M€ soit 32,5%, les produits des industries agroalimentaires (IAA) pour 51,4M€ soit 11,7% et les matériels de transport pour 31,8M€ soit 7,3% du total.  

#### Importations de la France depuis le Panama
Les premiers postes d'importations à partir du Panama pour la France sont les produits des industries agroalimentaires (IAA) pour 8M€ soit 42,9%, les textiles, habillement, cuir et chaussures pour 3,9M€ soit 20,9%, les produits agricoles, sylvicoles, de la pêche et de l'aquaculture pour 1,2M€ soit 6,5% et les produits manufacturés divers pour 0,9M€ soit 4,9% du total. 

## Relations politiques, diplomatiques et militaires

### Rencontres bilatérales et visites de dirigeants politiques
Plusieurs rencontres ont eu lieu entre des représentants français et des représentants panaméens. Toutefois, à ce jour, il n'y a jamais eu de rencontre présidentielle. 

L'Assemblée nationale et le Sénat disposent de groupes interparlementaires d'amitié avec les pays d'Amérique centrale dont le Panama. Lors des XIe et XIVe législature de l'Assemblée nationale, il y a eu un groupe d'amitié entre la France et le Panama dirigés par Alain Marleix et Jean-Luc Reitzer.

### Représentations diplomatiques et conditions d'entrées

#### Ambassades et consulats
La France dispose de deux agences consulaires au Panama, situées à David, en Chiriqui et à Cacique, en Colon, ainsi que d'une agence consulaire en Jamaïque à Negril. Elles sont toutes placées sous la responsabilité et le contrôle de l'ambassadeur de France à Panama. Elles sont gérées par un consul honoraire.

### Principaux accords et traités bilatéraux
| Intitulé | Type      | Date de signature | Lieu de signature | Date d'entrée en vigueur |
| --- | --------- | ----------------- | ----------------- | ------------------------ |
| Convention entre la République française et la république de Panama concernant les voyageurs de commerce                                                   | Bilatéral | 16 août 1922      | Panama            |                          |
| Accord par échange de lettres relatif à la suppression de l'obligation de visa de court séjour                                                             | Bilatéral | 11 août 1965      | Panama            |                          |
| Accord de coopération culturelle, technique et scientifique entre le gouvernement de la République française et le gouvernement de la république de Panama | Bilatéral | 10 janvier 1967   | Panama            | 13 avril 1967            |

## Relations culturelles, scientifiques et universitaires

### Coopération culturelle
L'Ambassade de France au Panama dispose d'un Service de Coopération et d'Action Culturelle chargé de développer les relations bilatérales dans les domaines linguistique, éducatif, culturel, audiovisuel, scientifique, technique et universitaire. Le SCAC collabore étroitement avec les Alliances françaises de Panama et de David, ainsi qu'avec l'établissement scolaire Paul Gauguin de Panama.

### Coopération scientifique et universitaire
Un accord entre la France et le Panama facilite la reconnaissance mutuelle des diplômes nationaux, tels que le baccalauréat, le Brevet de Technicien Supérieur (BTS), le Diplôme Universitaire de Technologie (DUT), la licence, le master et le doctorat.
Des initiatives sont en cours pour renforcer les échanges entre étudiants, experts et chercheurs des deux pays, favorisant ainsi le partage de connaissances et le développement de projets communs.

## Coopération humanitaire et de développement

### Coopération environnementale
La France et le Panama collaborent étroitement sur des enjeux majeurs tels que la lutte contre le changement climatique et la protection de l'environnement et de la biodiversité. Le Panama a rejoint l'Alliance pour la préservation des forêts tropicales et humides et l'initiative PREZODE. Des événements internationaux, comme le One Ocean Summit de Brest (février 2022), la conférence Our Ocean de Panama (mars 2023) et la troisième conférence des Nations unies sur les océans co-organisée par la France et le Costa Rica en 2024-2025, structurent de nouveaux axes de coopération.
Le Panama collabore avec l'Union européenne, notamment à travers le programme Euroclima, pour renforcer le financement de la lutte contre le changement climatique, faciliter la transition énergétique et réduire les vulnérabilités climatiques, en particulier dans la région du canal de Panama. Ce plan d'action, mis en œuvre entre 2024 et 2026, bénéficie du soutien d'agences telles qu'Expertise France.
Des formations dédiées à la défense et à la conservation de l'environnement et des terres paysannes ont été lancées dans la province de Coclé, illustrant l'engagement conjoint de la France et du Panama dans le développement durable et la protection des ressources naturelles.